# Cow Sense
Als Cow Sense („Sinn für die Kuh“) bezeichnet man die teils angeborene, teils trainierte Fähigkeit eines Pferdes, seine Aktionen auf die eines Rindes abzustimmen. Gelegentlich wird der Begriff auch für Hütehunde verwendet.
Die Arbeit von Rinderhirten wird in allen Gegenden der Welt durch den Einsatz von Pferden erleichtert, die es dem Hirten erlauben, sich problemlos in und mit der Herde zu bewegen. Voraussetzung ist hierfür ein Pferd, das innerhalb der Herde nicht in Panik gerät, sondern möglichst selbsttätig auf Reaktionen der Herde reagiert und es dem Reiter erlaubt, sich auf die Herde zu konzentrieren. Insbesondere beim Absondern einzelner Tiere, wie es bei medizinischer Versorgung oder beim Aufbringen von Brandzeichen notwendig ist, tun sich Pferde hervor, die sehr schnell erkennen, auf welches Rind der Reiter es abgesehen hat und die sich aktiv an der Absonderung beteiligen. Diese aktive Beteiligung des Pferdes an der Arbeit wird als Cow sense bezeichnet und ist Zuchtmerkmal jeder zur Hirtenarbeit gezogenen Pferderasse. Das bekannteste Beispiel hierfür ist das American Quarter Horse, das durch Demonstration dieser Fähigkeit auf Turnieren (Cutting) den Cow sense auch außerhalb des Arbeitsreitens bekannt machte.